# Ludvík Klobása
Ludvík Klobása (18. března 1928 Nikolčice – 12. prosince 2024 Myslibořice) byl českobratrský evangelický duchovní.

## Život
V době mezi 1. listopadem 1953 a 22. říjnem 1955 absolvoval Klobása základní vojenskou službu. Po ní počínaje 1. prosincem 1955 nastoupil jako vikář do sboru ve Frýdku-Místku. Během zdejší služby byl 5. února 1956 ordinován na kazatele své církve. Frýdeckomístecké působení ukončil k 31. říjnu 1956 a od následujícího dne se stal vikářem a od 15. července 1967 farářem ve sboru ve Štramberku. Zdejší službu ukončil na konci září 1968 a od 1. října 1968 až do 14. ledna 1979 se stal farářem sboru v Ostravě Vítkovicích. Následně se stal počínaje 15. lednem 1979 stal farářem ve sboru v Ostravě. Zůstal jím až do konce června 1994 a následně od 1. července 1994 odešel do penze. Během ostravského působení byl v období od 1. dubna 1982 do 31. března 1994 seniorem Moravskoslezského seniorátu své církve. V letech 2003 až 2005 ještě působil jako farář v bruntálském sboru Českobratrské církve evangelické. Zároveň přechodně administroval i jiné sbory.
V sedmdesátých letech 20. století byl opakovaně prověřován Státní bezpečností (STB) pro kontakty s „pravicově orientovanými“ ostravskými kulturními pracovníky.
Klobásovo působení ovlivnilo i další pozdější teology, mezi něž se řadí například Jan Krupa, ve vikariátu vedl Simonu Tesařovou.
V roce 2007 byl pozván do České televize, do pořadu Sváteční slovo, kde se zamýšlel nad pojmem mírnost.
V důchodě žil v Domově pro seniory (Diakonie) v Myslibořicích.